# Hermann Oelrichs
Hermann Oelrichs (Baltimore, 8 de junio de 1850 - Océano Atlántico, 1 de septiembre de 1906)  fue un empresario estadounidense, multimillonario y agente de la naviera Norddeutsche Lloys.

## Biografía
Oelrichs nació el 8 de junio de 1850 en Baltimore, Maryland.  Era hijo del alemán Henry Ferdinand Oelrichs (1810-1875), socio principal de la firma Oelrichs & Lurman, y de Julia Matilda Oelrichs (1819-1879), nacida en Washington D. C..  Entre sus hermanos se encontraban Charles May Oelrichs y Henry Oelrichs.
Oelrichs era nieto de Gesche Catharina (de soltera Holler) Oelrichs y Johann Gerhard Oelrichs, un alemán comerciante de Bremen. Los Oelrichs llegaron a los Estados Unidos desde Bremen alrededor de 1830. Su abuelo se casó más tarde con una hija del estadista Harrison Gray Otis. Sus abuelos maternos fueron Julia Matilda May y Frederick May, miembro de la familia May, prominente en Virginia y Maryland durante la Guerra Revolucionaria Americana. Su tío, Henry May, fue Representante de los Estados Unidos por Maryland, y padre de Lilian May, que se casó con William Bagot, 4º Barón Bagot en 1903. 
Se graduó en la Universidad de Yale, donde formó parte del equipo de remo.

## Carrera

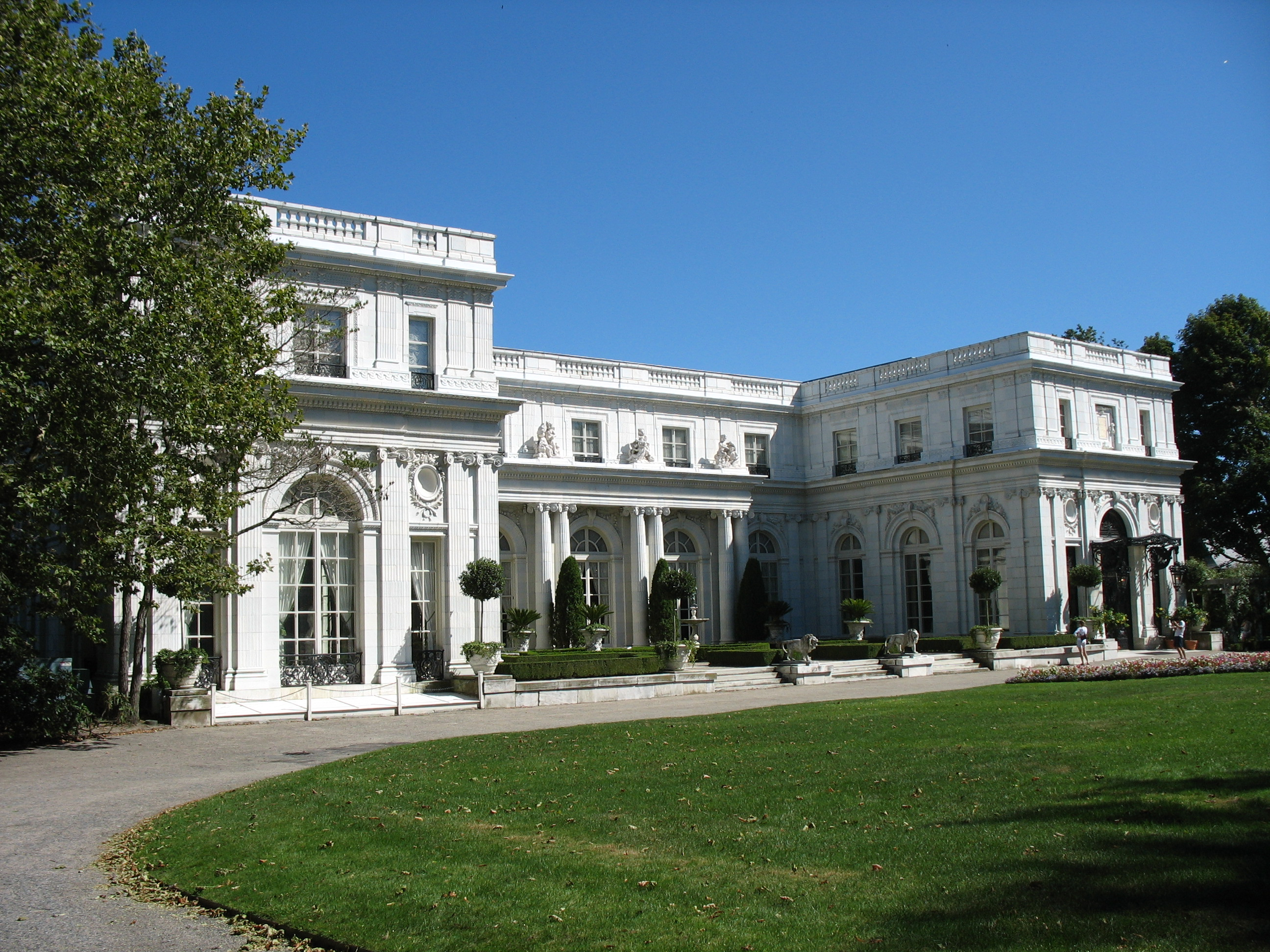
La finca de Oelrichs en Newport, Rosecliff

Su empresa, Oelrichs & Co, se convirtió en el agente estadounidense de la naviera Norddeutsche Lloyd ("alemana del norte").
Oelrichs también fue miembro del Partido Demócrata y participó activamente en la política de Nueva York, llegando a declinar su candidatura a alcalde de Nueva York, antes de trasladarse a San Francisco, California.  Los Oelrichs participaron en la reconstrucción de San Francisco tras el terremoto de San Francisco de 1906, formando parte del Comité de los Cincuenta.
En la década de 1890, los Oelrich compraron Rose Cliff en Bellevue Avenue en Newport, Rhode Island, de la finca de George Bancroft y su esposa encargó al arquitecto Stanford White que les construyera una nueva residencia.  El Rosecliff resultante seguía el modelo del Gran Trianón en Versalles, y se terminó en 1902 con un coste final de 2,5 millones de dólares.

## Vida personal
En 1889, el casi cuarentón Oelrichs conoció a Theresa Alice Fair ("Tessie"), hija del senador de los Estados Unidos y millonario de la mina Comstock Lode James Graham Fair, mientras jugaban al tenis en el Casino de Newport.  Se casaron un año más tarde, en 1890. Su hermana menor Birdie se casó con William K. Vanderbilt II, hijo de Alva y William K. Vanderbilt y hermano de Consuelo Vanderbilt, Duquesa de Marlborough, en una boda que fue ampliamente cubierta en las páginas de sociedad.  En Nueva York, vivieron en el número 1 de la calle 57 Este, en "la gran casa de la esquina noreste de la Quinta Avenida y la Calle 57", que más tarde fue ocupada por la New York Trust Company. Juntos, fueron padres de un hijo: Hermann Oelrichs Jr. (1891-1948), que se casó con Dorothy Haydel (1893-1961) en 1925. Tras su muerte, se casó con el príncipe Fernando de Liechtenstein (1901-1981) en 1950. Sirvió como teniente (grado menor) en la Armada de los Estados Unidos durante la Primera Guerra Mundial.
Oelrichs murió el 1 de septiembre de 1906, a bordo del SS Kaiser Wilhelm der Grosse mientras navegaba por el Océano Atlántico. Después de que su cuerpo fuera devuelto a Estados Unidos, sus restos fueron inhumados en el Cementerio Woodlawn en la ciudad de Nueva York. Dejó todo su patrimonio a su hermano Charles May Oelrichs, pensando que Tessie se contentaría con su propia fortuna, pero Tessie impugnó el testamento. Finalmente, resolvieron la disputa y ella recibió la mitad de la herencia. Su viuda falleció en Newport el 22 de noviembre de 1926.

### Deportista
Oelrichs, un ávido deportista, amaba el polo y ha sido reconocido como "el hombre que trajo los primeros mazos, pelotas de polo y camisas a los Estados Unidos"  También fue el primer presidente de la Asociación de Lacrosse de Estados Unidos, y director del New York Athletic Club.